# Petite Fleur (chanson)
Pour les articles homonymes, voir Petite Fleur.
Clip vidéo
[vidéo] « Sidney Bechet - Petite fleur », sur YouTube
Petite Fleur est un standard de jazz-blues-jazz Nouvelle-Orléans du compositeur-saxophoniste-clarinettiste américain Sidney Bechet (1897-1959), composé en France en 1952, avec des paroles de 1959 de Fernand Bonifay et Mario Bua. Cette composition est une des plus célèbres de son répertoire (et de l'histoire du jazz, vendue à plus de 30 millions d’exemplaires dans le monde) avec entre autres Si tu vois ma mère, Les Oignons, Roses of Picardy, ou Dans les rues d'Antibes...

## Historique

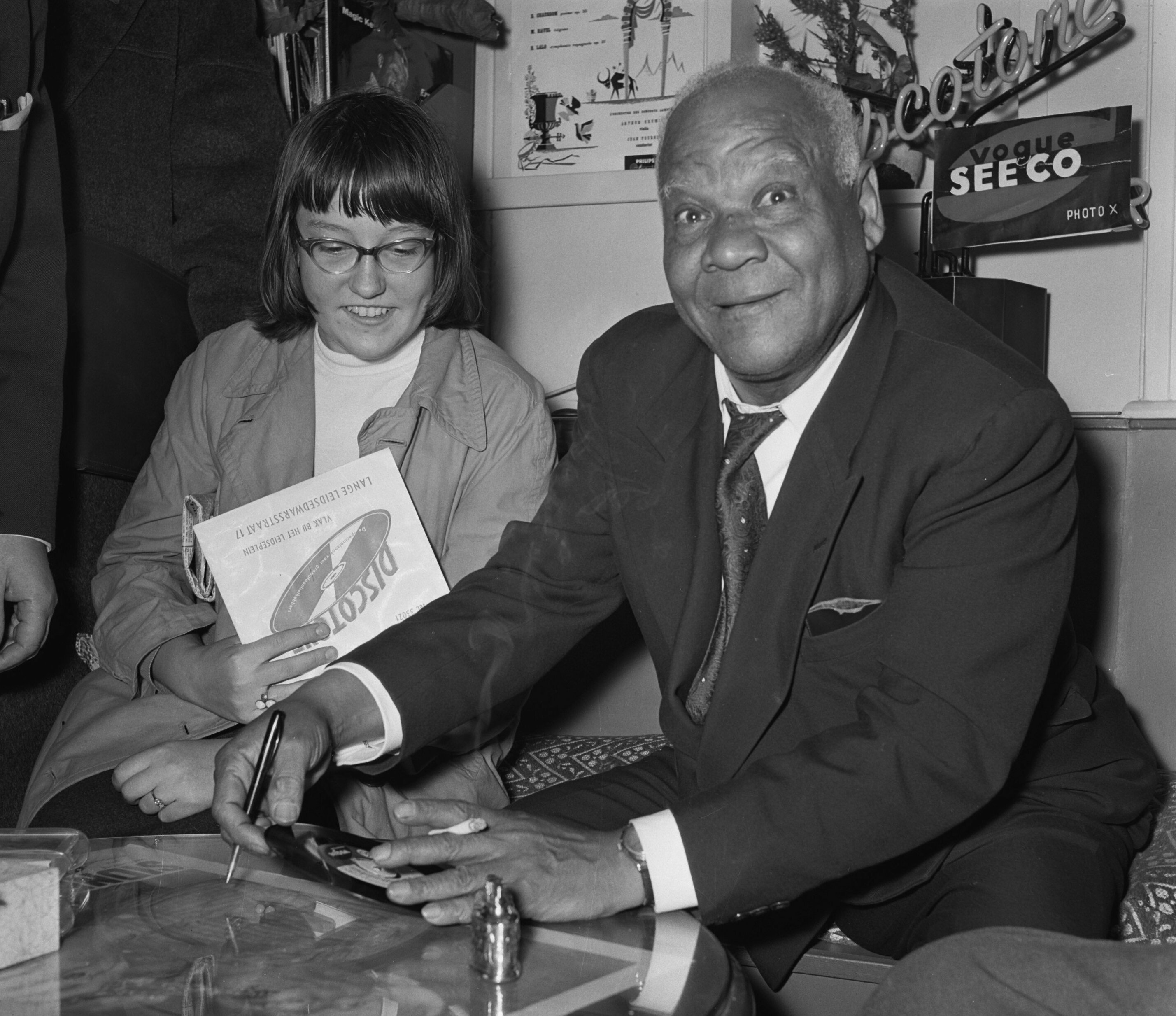
Séance de dédicace en 1956

Sidney Bechet (âgé de 52 ans, né en 1897 à La Nouvelle-Orléans en Louisiane, berceau du jazz des années 1910) triomphe au Festival de jazz de Paris de 1949. Il décide alors de passer la dernière décennie de sa vie à Paris. Il se produit alternativement en tant que star américaine hexagonale avec les jazzmen français Claude Luter et André Réwéliotty et leurs orchestres, entre autres au théâtre du Vieux-Colombier (haut lieu emblématique des clubs de jazz parisiens du Saint-Germain-des-Prés-Rive gauche des années 1950) ainsi qu'au festival de jazz d’Antibes Juan-les-Pins sur la Côte d'Azur (haut lieu mondial du jazz)... 
Il compose ce titre emblématique de son œuvre, de style jazz blues Jazz Nouvelle-Orléans de sa Nouvelle-Orléans  natale, revue avec son « style Sidney Bechet caractéristique » (avec un titre en français). Il l'enregistre pour la première fois à Paris le 21 janvier 1952 chez disques Vogue, avec son septuor de jazz « Sidney Bechet All Stars » (où il joue du saxophone soprano et de la clarinette, avec Guy Longnon (trompette), Jean-Louis Durand (trombone), Charlie Lewis (de) (piano), Totole Masselier (de) (contrebasse), Armand Molinetti (batterie), et James Campbell (chant)). Interprété en version instrumentale au saxophone soprano (dont le son est fréquemment confondu avec celui de la clarinette) ce standard de jazz devient (avec des paroles ajoutées en 1959) un des plus importants succès mondial de sa longue carrière de « légende du jazz ». « J'ai caché, mieux que partout ailleurs, au jardin de mon cœur, une petite fleur. Cette fleur, plus jolie qu'un bouquet, elle garde en secret, tous mes rêves d'enfant, l'amour de mes parents, et tous ces clairs matins, faits d'heureux souvenirs lointains. Quand la vie, par moments me trahit, tu restes mon bonheur, petite fleur... ».

## Reprises
Sidney Bechet réenregistre ce standard à plusieurs reprises, réédité dans de nombreuses compilations, et repris avec succès par de nombreux interprètes, dont Annie Cordy, Danielle Darrieux, Tino Rossi, Anny Gould, Marcel Mouloudji (1959), Henri Salvador (1959), Britt Hagen (Zag Adieu, 1961), Petula Clark (1964), Chantal Pary (1982), Lol Coxhill & Pat Thomas (1992 , Tânia Maria (Florzinha, 2000), Jean Leloup (guitare acoustique, 2002), Yvan Belleau (2002), Ima (2007), Manu Dibango (2008), Angélique Kidjo (2009), The Hot Sardines (2014), Térez Montcalm (2015), Florence Passy, Elsa Birgé & Ursus Minor (2020), Thomas Dutronc (album Frenchy, 2020)...
La chanson est mentionnée dans la chanson Vingt Ans de 1987, de Pierre Bachelet « C'était Les Copains d'abord, et les premiers transistors, Sidney Bechet, Petite Fleur, les bleus sur le cœur... ».

## Cinéma
- 2012 : Ginger and Rosa, de Sally Potter
- 2018 : Ocean's 8, de Gary Ross
- 2022 : Petite fleur, de Santiago Mitre (Sidney Bechet et la version de Henri Salvador)
- 2022 : La Dégustation, de Ivan Calbérac